# Provinciale Statenverkiezingen 1935
De Provinciale Statenverkiezingen 1935 waren Nederlandse verkiezingen die in april 1935 werden gehouden voor de leden van Provinciale Staten in elf provincies. In Drenthe en Overijssel werden de verkiezingen gehouden op 16 april, in Groningen, Friesland, Utrecht, Noord-Holland, Zuid-Holland, Zeeland, Noord-Brabant en Limburg op 17 april, en in Gelderland op 26 april.

## Aanloop
Om stemgerechtigd te zijn diende men de Nederlandse nationaliteit te hebben, op de dag van de stemming ten minste 23 jaar oud te zijn en op de dag van de kandidaatstelling te wonen in de provincie waarvoor de verkiezing plaatsvond. Nederlanders die in het buitenland woonden en niet ingeschreven stonden in een Nederlandse gemeente hadden geen stemrecht bij deze verkiezingen.

## Uitslagen

### Opkomst
|                   | 1931      | 1931      | 1935      | 1935  |
| # stemmen         | %         | # stemmen | %         |       |
| ----------------- | --------- | --------- | --------- | ----- |
| Kiesgerechtigden  | 3.880.393 |           | 4.237.271 |       |
| Niet opgekomen    | 303.375   | 7,82      | 291.470   | 6,88  |
| Opkomst           | 3.577.018 | 92,18     | 3.945.801 | 93,12 |
| Ongeldige stemmen | 71.165    | 1,99      | 84.991    | 2,15  |
| Blanco stemmen    | 138.865   | 3,88      | 150.470   | 3,81  |
| Geldige stemmen   | 3.366.988 | 94,87     | 3.710.340 | 94,04 |

### Landelijk overzicht
| Zetelverdeling Provinciale Staten                  | Zetelverdeling Provinciale Staten | Zetelverdeling Provinciale Staten | Zetelverdeling Provinciale Staten | Zetelverdeling Provinciale Staten |
| Partij                                             | 1931                              | 1935                              | verschil                          |                                   |
| -------------------------------------------------- | --------------------------------- | --------------------------------- | --------------------------------- | --------------------------------- |
| Roomsch-Katholieke Staatspartij                    | 180                               | 175                               | -5                                |                                   |
| Sociaal-Democratische Arbeiderspartij              | 128                               | 126                               | -2                                |                                   |
| Anti-Revolutionaire Partij                         | 81                                | 75                                | -6                                |                                   |
| Christelijk-Historische Unie                       | 70                                | 61                                | -9                                |                                   |
| Nationaal-Socialistische Beweging                  | -                                 | 44                                | +44                               |                                   |
| Vrijheidsbond                                      | 58                                | 33                                | -25                               |                                   |
| Vrijzinnig Democratische Bond                      | 36                                | 28                                | -8                                |                                   |
| Staatkundig Gereformeerde Partij                   | 12                                | 13                                | +1                                |                                   |
| Communistische Partij Holland                      | 10                                | 12                                | +2                                |                                   |
| Christelijk-Democratische Unie                     | -                                 | 10                                | +10                               |                                   |
| Katholiek Democratische Partij                     | 2                                 | 5                                 | +3                                |                                   |
| Revolutionair-Socialistische Arbeiderspartij       | 2                                 | 4                                 | +2                                |                                   |
| Hervormd-Gereformeerde Staatspartij                | 1                                 | 1                                 | 0                                 |                                   |
| Nationale Boeren-, Tuinders- en Middenstandspartij | 3                                 | 0                                 | -3                                |                                   |
| ARP/CHU                                            | 1                                 | 0                                 | -1                                |                                   |
| Middenpartij voor Stad en Land                     | 2                                 | -                                 | -2                                |                                   |
| provinciale partijen                               | 4                                 | 3                                 | -1                                |                                   |
| totaal                                             | 590                               | 590                               | 0                                 |                                   |

### Uitslagen per provincie naar partij
| Provincie     | Aantal zetels per partij | Aantal zetels per partij | Aantal zetels per partij | Aantal zetels per partij | Aantal zetels per partij | Aantal zetels per partij | Aantal zetels per partij | Aantal zetels per partij | Aantal zetels per partij | Aantal zetels per partij | Aantal zetels per partij | Aantal zetels per partij | Aantal zetels per partij | Aantal zetels per partij | Aantal zetels per partij |
| Provincie     | RKSP                     | SDAP                     | ARP                      | CHU                      | NSB                      | VB                       | VDB                      | SGP                      | CPH                      | CDU                      | KDP                      | RSAP                     | HGSP                     | overige                  | totaal                   |
| ------------- | ------------------------ | ------------------------ | ------------------------ | ------------------------ | ------------------------ | ------------------------ | ------------------------ | ------------------------ | ------------------------ | ------------------------ | ------------------------ | ------------------------ | ------------------------ | ------------------------ | ------------------------ |
| Groningen     | 2                        | 13                       | 10                       | 4                        | 4                        | 2                        | 4                        | -                        | 2                        | 3                        | -                        | 0                        | 0                        | 1                        | 45                       |
| Friesland     | 3                        | 13                       | 12                       | 9                        | 1                        | 2                        | 6                        | 0                        | 1                        | 3                        | 0                        | 0                        | 0                        | -                        | 50                       |
| Drenthe       | 1                        | 10                       | 7                        | 4                        | 4                        | 3                        | 4                        | 0                        | 0                        | 1                        | -                        | 0                        | -                        | 1                        | 35                       |
| Overijssel    | 12                       | 10                       | 6                        | 6                        | 3                        | 2                        | 2                        | 1                        | 1                        | 2                        | 1                        | 1                        | 0                        | 0                        | 47                       |
| Gelderland    | 21                       | 12                       | 7                        | 9                        | 5                        | 4                        | 2                        | 2                        | 0                        | 0                        | 0                        | 0                        | 0                        | 0                        | 62                       |
| Utrecht       | 11                       | 9                        | 7                        | 5                        | 4                        | 2                        | 1                        | 2                        | 0                        | 0                        | 0                        | 0                        | -                        | 0                        | 41                       |
| Noord-Holland | 16                       | 22                       | 6                        | 5                        | 7                        | 6                        | 5                        | 0                        | 6                        | 1                        | 1                        | 2                        | -                        | 0                        | 77                       |
| Zuid-Holland  | 14                       | 23                       | 11                       | 9                        | 7                        | 7                        | 2                        | 4                        | 2                        | 0                        | 1                        | 1                        | 1                        | 0                        | 82                       |
| Zeeland       | 7                        | 6                        | 7                        | 8                        | 2                        | 5                        | 2                        | 4                        | -                        | -                        | -                        | -                        | 0                        | 1                        | 42                       |
| Noord-Brabant | 51                       | 5                        | 2                        | 2                        | 2                        | 0                        | 0                        | 0                        | 0                        | -                        | 2                        | -                        | -                        | 0                        | 64                       |
| Limburg       | 37                       | 3                        | 0                        | 0                        | 5                        | -                        | 0                        | -                        | 0                        | -                        | 0                        | 0                        | -                        | 0                        | 45                       |
| totaal        | 175                      | 126                      | 75                       | 61                       | 44                       | 33                       | 28                       | 13                       | 12                       | 10                       | 5                        | 4                        | 1                        | 3                        | 590                      |

Een "-" in de tabel betekent dat de betreffende partij bij de verkiezingen van 1935 in de betrokken provincie geen kandidatenlijst heeft ingediend.

## Eerste Kamerverkiezingen
De leden van Provinciale Staten in de kiesgroepen I en III kozen op 26 juli 1935 bij Eerste Kamerverkiezingen 25 nieuwe leden van de Eerste Kamer.
De leden van Provinciale Staten kozen op 27 mei 1937 bij Eerste Kamerverkiezingen in vier kiesgroepen een geheel nieuwe Eerste Kamer.
Provinciale Statenverkiezingen zijn daarmee behalve provinciaal ook nationaal van belang.
1910 · 
1913 · 
1916 · 
1919 · 
1923 · 
1927 · 
1931 · 
1935 · 
1939 · 
1946 · 
1950 · 
1954 · 
1958 · 
1962 · 
1966 · 
1970 · 
1974 · 
1978 · 
1982 · 
1985 · 
1987 · 
1991 · 
1995 · 
1999 · 
2003 · 
2007 · 
2011 · 
2015 · 
2019 · 
2023